# Рада міністрів Республіки Крим
Рада міністрів Респу́бліки Крим (рос. Совет министров Республики Крым, крим. Къырым Джумхуриетининъ Назирлер шурасы, Qırım Cumhuriyetiniñ Nazirler şurası) — самопроголошений незаконний вищий орган виконавчої влади так званої Республіки Крим — невизнаного суб'єкту РФ. Орган створено всупереч Конституції України, Конституції Автономної Республіки Крим під час початку тимчасової російської окупації Кримського півостріву. Як і анексію Криму Росією, Раду не визнає Україна й більшість країн-членів ООН, а заявлена Росією територія Криму є незаконно анексованою та окупованою територією Автономної Республіки Крим, вищим виконавчим органом якої є Рада міністрів АРК.

## Історія
Рада міністрів Кримської АРСР утворена 22 березня 1991 року шляхом перетворення виконавчого комітету Кримської обласної ради. У 1994—1997 роках вищий виконавчий орган кримської автономії у складі України називався Урядом Криму, з 3 лютого 1997 року був переіменований на Раду міністрів АРК.
27 лютого 2014 року Верховна Рада АРК під тиском озброєних російських військових, які захопили парламент автономії, ухвалила рішення «Про вираження недовіри Раді міністрів АРК і припинення її діяльності», після чого Уряд Криму на чолі з Анатолієм Могильовим було відправлено у відставку, а прем'єр-міністром АРК, в обхід законної процедури погодження кандидатури прем'єра з Президентом України, був незаконно призначений голова партії «Руська єдність» Сергій Аксьонов .
6 березня 2014 року Верховна Рада АРК внесла зміни до системи й структури органів виконавчої влади республіки: республіканські органи влади утворюються Верховною Радою АР Крим за пропозицією Голови Ради міністрів АР Крим, а призначення на посади і звільнення з посад керівників республіканських органів влади здійснюється кримським парламентом у порядку, передбаченим Конституцією АРК.
У відповідності з прийнятою постановою, було передбачено утворення у системі органів виконавчої влади АРК наступних міністерств:
- Міністерство юстиції АРК;
- Міністерство внутрішніх справ АРК;
- Міністерство надзвичайних ситуацій АРК;
- Міністерство промислової політики АРК;
- Міністерство палива і енергетики АРК;
- Міністерство по інформації та массовим комунікаціям АРК

Окрім цього, були утворені Казначейская служба АРК, Пенсійний фонд АРК і органи зі спеціальним статусом:
- Податкова служба АРК;
- Пенітенціарна служба АРК;
- Кримська митниця;
- Архітектурна та будівельна інспекція АРК;
- Департамент охорони АРК.

Були також створені Прокуратура АРК і Служба безпеки АРК
17 березня 2014 року, керуючись результатами незаконного референдуму про статус Криму і антиконституційно прийнятої 11 березня 2014 року Декларації незалежності АРК та Севастополя, було незаконно створено невизнане самопроголошене державне утворення — Республіку Крим. Того ж дня виконавчий орган самопроголошеної республіки отримав назву — Рада міністрів Республіки Крим.
Після підписання так званого Договору про прийняття Криму до складу Росії 18 березня 2014 року, яким остаточно було розпочато Росією анексію Автономної Республіки Крим та Севастополя, Раду міністрів Республіки Крим за версією РФ було перетворено на вищий виконавчий орган влади суб'єкту РФ.
Згідно Конституції Республіки Крим, Раду міністрів Республіки Крим очолює або безпосередньо так званий Глава Республіки Крим — вища посадова особа російської окупаційної влади в АРК (у порядку суміщення з посадою Голови Ради міністрів) — або Голова Ради міністрів, якого призначає Глава Республіки Крим за згодою із самопроголошеною Державною Радою Республіки Крим.

## Керівництво
Рада міністрів очолюється головою, яким можуть бути або так званий глава республіки (у порядку суміщення посад), або ж призначена ним зі згоди самопрголошеної Державного Ради особа.
Голова Ради міністрів — Гоцанюк Юрій Михайлович.
Заступники Голови Ради міністрів:
- Полонский Дмитро Анатолійович
- Опанасюк Лариса Миколаївна
- Пашкунова Алла Миколаївна
- Михайличенко Ігор Миколаєвич
- Корольов Павел Едуардович
- Зімін Борис Алексійович
- Мурадов Георгій Львович[4].

Член Ради Федерації Росії від так званої Ради міністрів Республіки Крим— Ковитіди Ольга Федорівна.
Постійний Представник самопроголошеної Республіки Крим при Президентові Росії — Мурадов Георгій Львович.